# Antonio Segni
Antonio Segni (Sassari, Cerdeña, 2 de febrero de 1891-Roma, 1 de diciembre de 1972) fue un político y procesalista demócrata-cristiano italiano, dos veces primer ministro (1955–57, 1959–60) y cuarto presidente (1962–64) de Italia.

## Biografía
Hijo de Celestino y Annetta Campus. Su padre, católico de orientación política moderada, abogado y profesor autónomo de economía política en la Universidad de Sassari, fue consejero provincial y municipal y, durante la época de Giolitti, teniente de alcalde durante un breve periodo.
Segni se graduó con honores en Derecho en Sassari en julio de 1913. Fue llamado a filas, como oficial de artillería, en el inicio de la Primera Guerra Mundial. En 1920 comenzó su carrera académica como profesor en la Universidad Libre de Perugia, donde impartió clases hasta 1925.
En 1921 se casó con Laura Carta Caprino, perteneciente a una familia acomodada de la burguesía agraria, con la que tuvo cuatro hijos.

## Trayectoria
Segni se unió al Partido Demócrata Cristiano en 1919 (entonces llamado Partido Popular Italiano) y trabajó como organizador en las provincias. En 1924 fue miembro del consejo nacional del partido, pero dos años más tarde todas las organizaciones políticas fueron disueltas por Benito Mussolini.
En 1925, tras ganar las oposiciones a cátedra en las universidades de Sassari y Cagliari, optó por esta última y se convirtió en decano de la facultad de Derecho. Años más tarde, volvió a impartir clases de derecho mercantil en Sassari, donde fue decano durante dos mandatos consecutivos. El 8 de octubre de 1943 fue nombrado por el mando militar aliado en Cerdeña comisario extraordinario para el gobierno administrativo de la Universidad de Sassari, luego fue elegido rector. Fue nombrado ministro de Agricultura en1946 y en 1951 fue ministro de Educación Pública. En 1954, Segni fue llamado a la Universidad de Roma para ocupar la cátedra de derecho procesal civil. El 6 de julio de 1955 fue elegido en primer ministro.
Fue ministro de Instrucción Pública, de Defensa (1958-1959), del Interior (1959-1960) y de Asuntos Exteriores (1960-1962). Ocupó el cargo de presidente del Consejo de Ministros de Italia en dos ocasiones: de 1955 a 1957 y de 1959 a 1960. Resultó elegido el 6 de mayo de 1962 presidente de la República italiana (por 443 votos sobre 854), abandonó la presidencia el 6 de diciembre de 1964 tras sufrir una seria parálisis. 
Llegó a ser senador vitalicio como expresidente de la República. Falleció el 1 de diciembre de 1972.

## Premios y reconocimientos
Miembro de la Accademia dei Lincei, recibió en la ciudad de Aquisgrán el Premio "Carlomagno" por los altos méritos adquiridos en la acción realizada en favor de la unidad europea.